# Georges Perrot

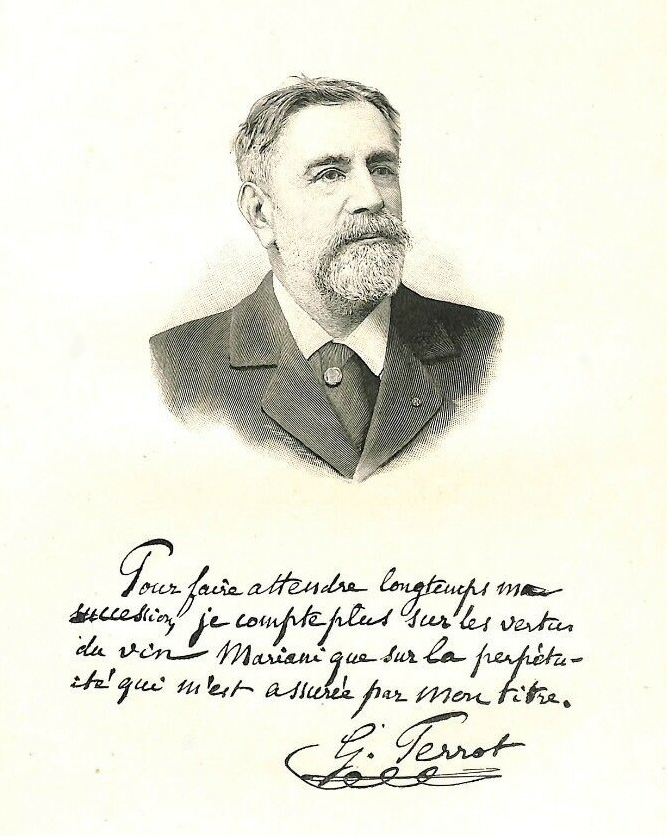
Georges Perrot, 1906

Georges Perrot (* 12. November 1832 in Villeneuve-Saint-Georges; † 30. Juni 1914 in Paris) war ein französischer Klassischer Archäologe, Althistoriker und Epigraphiker. Mit seinem Schüler Maxime Collignon gehört er zu den Begründern der wissenschaftlichen Archäologie in Frankreich.

## Leben
Georges Perrot begann 1852 an der École normale supérieure mit dem Studium. Von 1855 bis 1857 war er Mitglied der École française d’Athènes und wirkte auf Kreta und Thasos. Nach der Rückkehr nach Frankreich unterrichtete Perrot ab 1858 als Gymnasiallehrer in Angoulême, Orléans und Versailles sowie am Pariser Lycée Louis-le-Grand. 1861 betraute Napoleon III. Perrot mit einer Mission zur Erforschung von Caesars bosporanischem Feldzug gegen Pharnakes II. Im Rahmen dieses Projektes legte er in Ankara das Monumentum Ancyranum komplett frei und legte eine von Theodor Mommsen als exemplarische Arbeit bezeichnete Edition vor, die auch darüber hinaus in der Fachwelt hohe Anerkennung fand. Zudem besuchte er Boğazköy (Ḫattuša), die Hauptstadt der Hethiter, womit er zu einem der Mitentdecker der hethitischen Kultur wurde. Die Promotion zum docteur ès lettres erfolgte 1867, in ihr widmete er sich dem öffentlichen und privaten Recht in der Polis Athen.
1868 wurde Perrot zum Professor an die École normale supérieure berufen, 1874 wurde er Professor an der École pratique des hautes études. 1876 wurde er Professor für Archäologie an der Sorbonne. Dabei setzte er die Verselbstständigung der Archäologie als eigenständiges akademisches Lehrfach von der Klassischen Philologe durch. Dabei orientierte er sich an der zu dieser Zeit international tonangebenden deutschen Altertumswissenschaft, was nach dem Krieg von 1870/71 in Frankreich nicht immer leicht war. Anders als in Deutschland und England standen aber nicht so sehr technische Aspekte im Mittelpunkt der Forschung, bei der man eher Wert auf die kulturellen und politischen Zusammenhänge legte. Von 1883 bis 1903 war Perrot Direktor der École normale supérieure.
Perrots Hauptwerk war die zehnbändige Histoire de l’art dans l’antiquité, die er zwischen 1882 und 1914 mit dem Architekten Charles Chipiez verfasste. Gemeinsam schufen sie eine umfassende antike Kunstgeschichte einschließlich der Baugeschichte. Es handelte sich um ein bis dahin nicht vergleichbares Monumentalwerk, das auch die altorientalischen Kulturen als Grundlage der griechisch-römischen Welt einschloss. Perrot wurde dabei von den Arbeiten des Religionswissenschaftlers Friedrich Max Müller beeinflusst, dessen Werke er zum Teil auch aus dem Englischen ins Französische übertrug.
Ab 1874 war Perrot Mitglied der Académie des Inscriptions et Belles-Lettres, ab 1904 leitete er diese als Secrétaire perpétuel. Zudem war er korrespondierendes Mitglied der Preußischen und der Bayerischen Akademie der Wissenschaften, der British Academy sowie assoziiertes Mitglied der Académie royale des Sciences, des Lettres et des Beaux-Arts de Belgique.